# Tranzault
Tranzault là một xã ở tỉnh Indre ở miền trung nước Pháp. Xã này có diện tích 17,97 km², dân số năm 1999 là 323 người. Khu vực này có độ cao trung bình 228 mét trên mực nước biển.
Thị trấn này có sông Bouzanne.